# ديفان ناير
ديفان ناير (بالماليالامية: ദേവന്‍ നായര്‍)‏ (و. 1923 – 2005 م) هو سياسي من سنغافورة ولد في مدينة ملقا.
وهو عضو في حزب العمل الشعبي .

## روابط خارجية
- ديفان ناير على موقع مونزينجر (الألمانية)